# معدل التكاليف غير المباشرة
معدل التكاليف غير المباشرة (بالإنجليزية: Overhead rate)‏ ويقصد به هو الميزانية للتكاليف العامة لفترة معينة مقسومة على ميزانية قياس النشاط الإنتاجي؛ مثلا كلفة اليد العاملة، ساعات عمل المباشرة، ساعات عمل الماكينة. ويستخدم في تقدير المصروفات غير المباشرة في المشاريع ثابتة الرسوم.
يتم اختيار أساس التحميل على عدة عوامل من أهمها:
1. طبيعة نشاط المركز الإنتاجي.
2. طبيعة عناصر التكاليف الخاصة بالمركز.
3. الأهمية الرئيسية لكل عنصر من عناصر التكاليف.

## أنواع التحميل والأساس
1. ساعات العمل المباشر : معدل التحميل وفقا لساعات العمل المباشرة = إجمالي التكاليف الصناعية غير المباشرة ÷ ساعات العمل المباشرة بمركز الإنتاج.
2. ساعات دوران ( تشغيل ) الألات: معدل التحميل وفقا لساعات ساعات دوران = إجمالي التكاليف الصناعية غير المباشرة ÷ عدد ساعات الدوران جميع الألات بمركز الإنتاج.
3. تكلفة العمال المباشر : معدل التحميل وفقا تكلفة العمال المباشر = إجمالي التكاليف الصناعية غير المباشرة ÷ جملة الأجور المباشرة بمركز الإنتاج.
4. تكلفة المواد المباشرة : معدل التحميل وفقا تكلفة العمال المباشر = إجمالي التكاليف الصناعية غير المباشرة ÷ إجمالي المواد المباشرة المستخدمة أثناء التحميل.